# نادي كوليرين
كوليرين هو نادي كرة قدم في أيرلندا الشمالية تأسس في 1927. يلعب في دوري أيرلندا الشمالية الممتاز.

## وصلات خارجية
- الموقع الرسمي